# 796 Sarita
A 796 Sarita (ideiglenes jelöléssel 1914 VH) a Naprendszer kisbolygóövében található aszteroida. Karl Wilhelm Reinmuth fedezte fel 1914. október 15-én.